# ケイト・シュミット
ケイト・シュミット（Kate Schmidt, 1953年12月29日 - ）は、アメリカ合衆国の陸上競技選手。1972年ミュンヘンオリンピック、1976年モントリオールオリンピックの銅メダリストである。

## 経歴
シュミットは、1960年代にやり投が盛んだったカリフォルニア州ロングビーチで育った。彼女がやり投をはじめてすぐ、14歳の時には1968年メキシコシティーオリンピックの候補選手として頭角を現し、翌1969年にはわずか15歳で全米選手権を制した。アメリカ国内では20年にわたりトップクラスの力を保持し続けたことから、「ケイト・ザ・グレート」の異名を持つ。彼女は、アメリカ記録を10度更新、1977年には69.32mの世界新記録を樹立。アメリカ人でこの記録を破るものはその後現れなかった。
シュミットは、1972年、1976年と2度オリンピックに出場しているが、両大会とも東ドイツ、西ドイツの選手に敗れ、銅メダル獲得にとどまった。さらに1980年モスクワオリンピックのアメリカ代表に選出されていたがアメリカの出場ボイコットのため出場できず、1984年ロサンゼルスオリンピックには、選考会で4位に終わり、モントリオール以降オリンピックに出場することはなかった。

## 自己ベスト
- やり投 - 69.32m （1977年）

## 主な実績
| 年   | 大会             | 場所                     | 種目   | 結果 | 記録   |
| ---- | ---------------- | ------------------------ | ------ | ---- | ------ |
| 1972 | オリンピック     | ミュンヘン（西ドイツ）   | やり投 | 3位  | 59.94m |
| 1973 | ユニバーシアード | モスクワ（ソビエト連邦） | やり投 | 2位  | 60.34m |
| 1975 | ユニバーシアード | ローマ（イタリア）       | やり投 | 2位  | 60.36m |
| 1976 | オリンピック     | モントリオール（カナダ） | やり投 | 3位  | 63.96m |